# Pedro Winter
Pedro Winter (* 21. April 1975 in Paris als Pierre Winter) ist ein französischer Electro-House-DJ, Produzent, Manager und Inhaber von Ed Banger Records. Von 1996 bis 2008 war er als Manager von Daft Punk tätig. Zurzeit managt er Justice, Cassius und Cosmo Vitelli. Unter dem Namen Busy P ist Winter selbst musikalisch tätig. 
Winter ist mit Nadege Winter verheiratet, der PR-Chefin der Pariser Boutique Colette.

## Diskografie

### Singles
- 2004: Limit Ed (Ed Banger Records)
- 2007: Rainbow Man (Ed Banger Records)
- 2007: The Headbangers (feat. Gerard Baste) (Arcade Mode)
- 2008: Pedrophilia (Ed Banger Records)
- 2013: Still Busy (Ed Banger Records)
- 2017: Genie (feat. Mayer Hawthorne) (Ed Banger Records)

### Kompilationen
- 2011: Let the Children Techno (Busy P & DJ Mehdi) (Ed Banger Records)

### Remixe
- Kraftwerk – It’s More Fun to Compute
- Vicarious Bliss – Theme From Vicarious Bliss
- DJ Hell – Let No Man Jack
- TTC – Dans le club
- Fancy – What’s Your Name Again
- Nil – Comme un printemps
- DSL – Invaders
- UNKLE – Restless (mit Djedjotronic)
- Das Pop – Underground (mit Djedjotronic)
- Hey Today! – Talk to Me